# Camerata Carioca
Camerata Carioca est un groupe instrumental créé en 1979.
Il est issu du groupe Joel Nascimento e Quinteto et a été formé à l'occasion de la série de spectacles intitulée Tributo a Jacob do Bandolim, organisée en l'honneur des dix ans de sa mort.

## Histoire
La formation initiale de ce groupe est composée de Joel Nascimento (en) à la mandoline, Raphael Rabello à la guitare à 7 cordes, Luciana Rabello (de) au cavaquinho, Maurício Carrilho (pt) et Luís Otávio Braga aux guitares acoustiques et Celsinho Silva au tambourin. Les arrangements sont de Radamés Gnatalli, qui participe au groupe comme pianiste.
À partir de 1980, la formation change, avec les membres Joel Nascimento (mandoline), Henrique Cazes (de) (cavaquinho), João Pedro Borges et Maurício Carrilho (guitares), Luiz Otávio Braga (guitare 7 cordes) et Beto Cazes (percussions). À la fin de 1980, João Pedro Borges est remplacé par Joaquim Santos et à la fin de 1982, la Camerata Carioca incorpore la flûte et le sax alto de Dazinho (Edgard Gonçalves), qui joue avec cette formation jusqu'à sa dissolution en mai 1986.